# Blazar

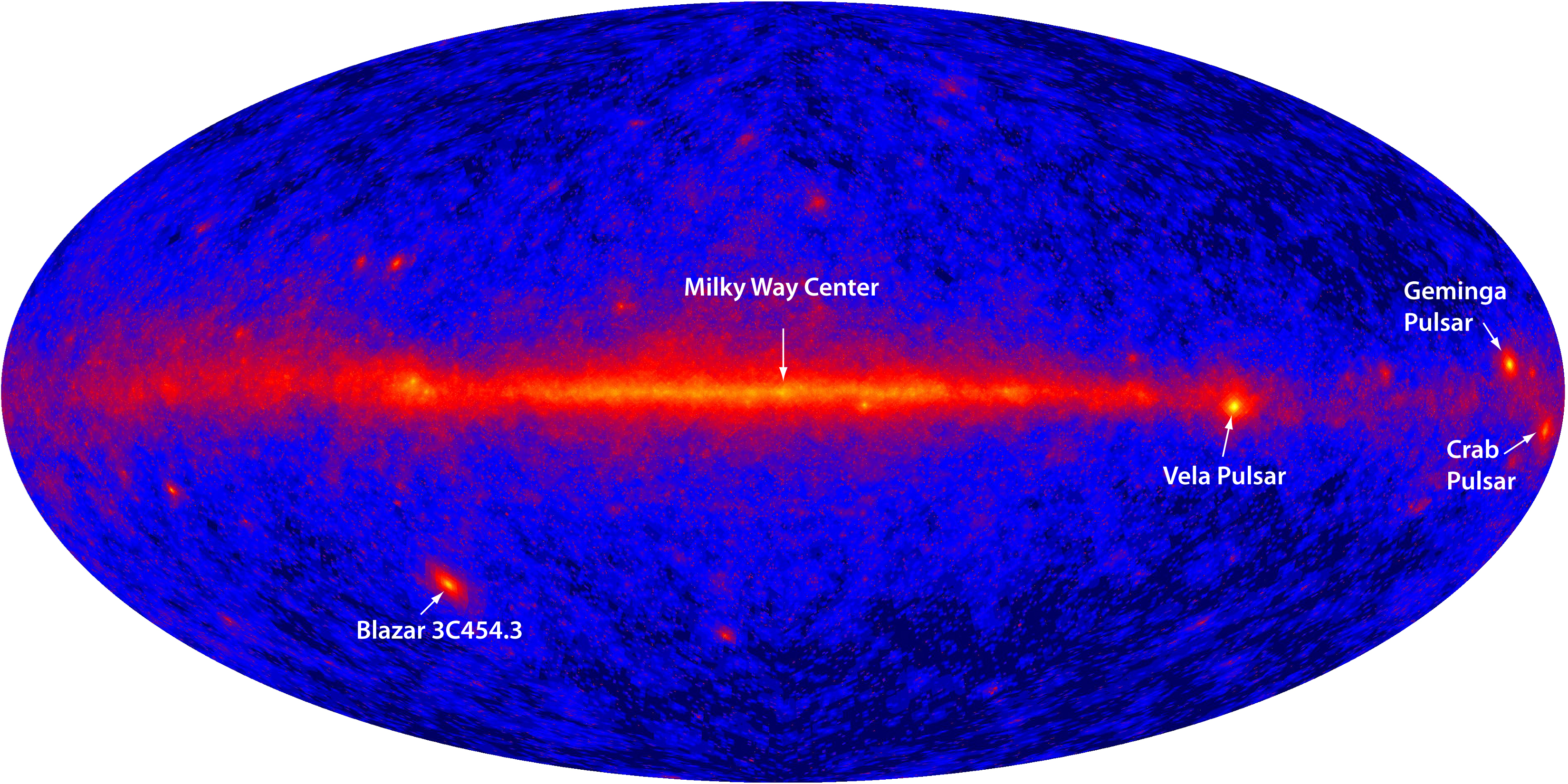
Blazar 3C 454.3 (vlevo dole) na mozaice snímků celé oblohy z družice GLAST

Blazar je označení pro aktivní galaktické jádro, jehož výtrysk plazmatu směřuje směrem k Zemi. Plazma ve výtrysku se pohybuje téměř rychlostí světla a výrazně září v ultrafialové, rentgenové nebo gama oblasti spektra. Je spojován s obřími černými děrami v centrech galaxií. Blazary jsou jedním z energeticky nejintenzivnějších jevů ve vesmíru.
Označení blazar poprvé použil astronom Ed Spiegel v roce 1978, když spojil názvy dvou typů blazarů – BL Lac a OVV kvasar.

## Dělení
Blazary se obvykle dělí na 2 typy:
- OVV kvasary – opticky silně proměnné kvasary, které jsou charakteristické prudkými, velmi nepravidelnými změnami jasnosti v optickém i rádiovém oboru [1]
- BL Lac  – aktivní galaktická jádra charakteristická rychlými a neustálými změnami intenzity záření [2]

## Pozorování
Protože ultrafialové záření proniká zemskou atmosférou jen v omezené míře (rentgenové a gama záření už prakticky vůbec ne), získává se mnoho informací o blazarech až v poslední době díky pozorování dalekohledy vynesenými na oběžnou dráhu – např. z Hubblova vesmírného dalekohledu nebo již dříve z družice IUE (International Ultraviolet Explorer).